# Provenchères-sur-Meuse
Pour les articles homonymes, voir Provenchères.
Provenchères-sur-Meuse est une ancienne commune française du département de la Haute-Marne en région Grand Est. Depuis 1972, c'est une commune associée du Val-de-Meuse dont Montigny-le-Roi est le chef-lieu communal, et composée depuis 2012 de Épinant, Lécourt, Lénizeul, Maulain, Meuse, Provenchères-sur-Meuse, Ravennefontaines et Récourt.

## Géographie

### Localisation
Ce village est situé dans le Bassigny, entre l'autoroute de Lorraine-Bourgogne et la Ligne de Culmont - Chalindrey à Toul. Il est situé à 7 kilomètres du tripoint hygrographique de rencontre des bassins versants de la Meuse (se jetant dans la mer du Nord), de la Seine via la Marne (se jetant dans la Manche), et du Rhône via la Saône (se jetant dans la mer Méditerranée).

### Géologie
Le territoire de Provenchères-sur-Meuse est situé sur une couche de grès et schistes à Avicula contorta ou grès infraliasiques du Rhétien. Plusieurs carrières y furent ouvertes et exploitées au XIXe siècle.

## Toponymie
Provenchères est attesté sous les formes Finagium de Provencheris (1187) ; Provencheriae, Provanchières (vers 1240) ; Provoincheriae (1249-1252) ; Provanchierres (1282) ; Prevanchieres (1398) ; Prouvenchieres (1406) ; Prevoincherie (XIVe siècle) ; Prevoinchères (1436) ; Provenchères près de Montigny (1464) ; Prevoinchières (1508) ; Provenchères (1675) ; Provanchères (1679) ; Provenchère en Bassigny (1769) ; Provenchères-en-Bassigny (XVIIIe siècle).

Avec le suffixe -ère, de l’ancien français provanche (« provision, pourvoyance ») avec le sens de « terre prébendière, qui fournit une provende ». Peut-être de l'adjectif neutre du latin, au pluriel, propinquiora « les environs immédiats », traité comme propincarias (terras). Une hypothèse gauloise propose une localisation par rapport à un système d'irrigation, permettant l'aménagement de prairies humides. c'est-à-dire des parcelles de prairies humides, signalant un ensemble de canaux et de vannes, de barrages (passes barrées) et de « mères-royes » (rigoles maîtresses), permettant de gérer l'écoulement de l'eau d'irrigation ou d'inondation vers les « hières » ou parcelles de prairies humides selon les saisons.

Provenchères-sur-Meuse, peut être identifiée au « Pervincaria » qualifiant un bois ou un champ, un habitat groupé ou isolé, un village ou un lieu-dit, fréquents dans la France du Nord et de l'Est, seraient issus de ce terme complexe, signalant l'aménagement d'un système d'irrigation en aval, en conséquence défendu à la divagation des troupeaux et aux hommes étrangers à son fonctionnement. Toutefois, dans un cadre gallo-romain, une dénomination comme pervinca pourrait signaler un rétrécissement, une passe plus ou moins étroite, à travers laquelle l'air souffle, l'eau coule ou le voyageur passe. Il est évident que l'aménagement de prairies d'irrigation ne peut se faire dans une vallée trop étroite, par ailleurs bien adaptée à l'installation de barrage avec prises d'eaux, permettant des amenées vers la vallée plus large en contrebas.

Avec l,attraction de l,oil pervenche, l'étymologie du village de Provenchères pourrait être issu du latin pervinca qui signifie le « lieu où croissent des pervenches ».
La Meuse ; en néerlandais et en allemand, Maas ; en wallon, Moûse ; en latin Mosa) est un fleuve européen qui prend sa source en France et se jette dans la mer du Nord.

## Histoire
Le 2 juin 1972, la commune de Provenchères-sur-Meuse est rattachée sous le régime de la fusion-association à celle de Montigny-le-Roi qui devient Le Val-de-Meuse. 

## Économie
L'exploitation des couches de grès fut une activité forte de Provenchères-sur-Meuse, réputée parmi les meilleures carrières de meules en grès blanc. Il y était également fabriqué des pierres de taille et moellons, en sus des meules à aiguiser. L'apogée de cette industrie de la meule se situe à la veille de la Première Guerre mondiale. Ensuite la fabrique de vannerie vient peu à peu la remplacer avec la Société Besançon-Berthelfondée en 1916. En 2019 eut lieu l'inauguration du silo d'une capacité de stockage de 3000 tonnes à Provenchères-sur-Meuse de la coopérative agricole EMC2.

## Politique et administration

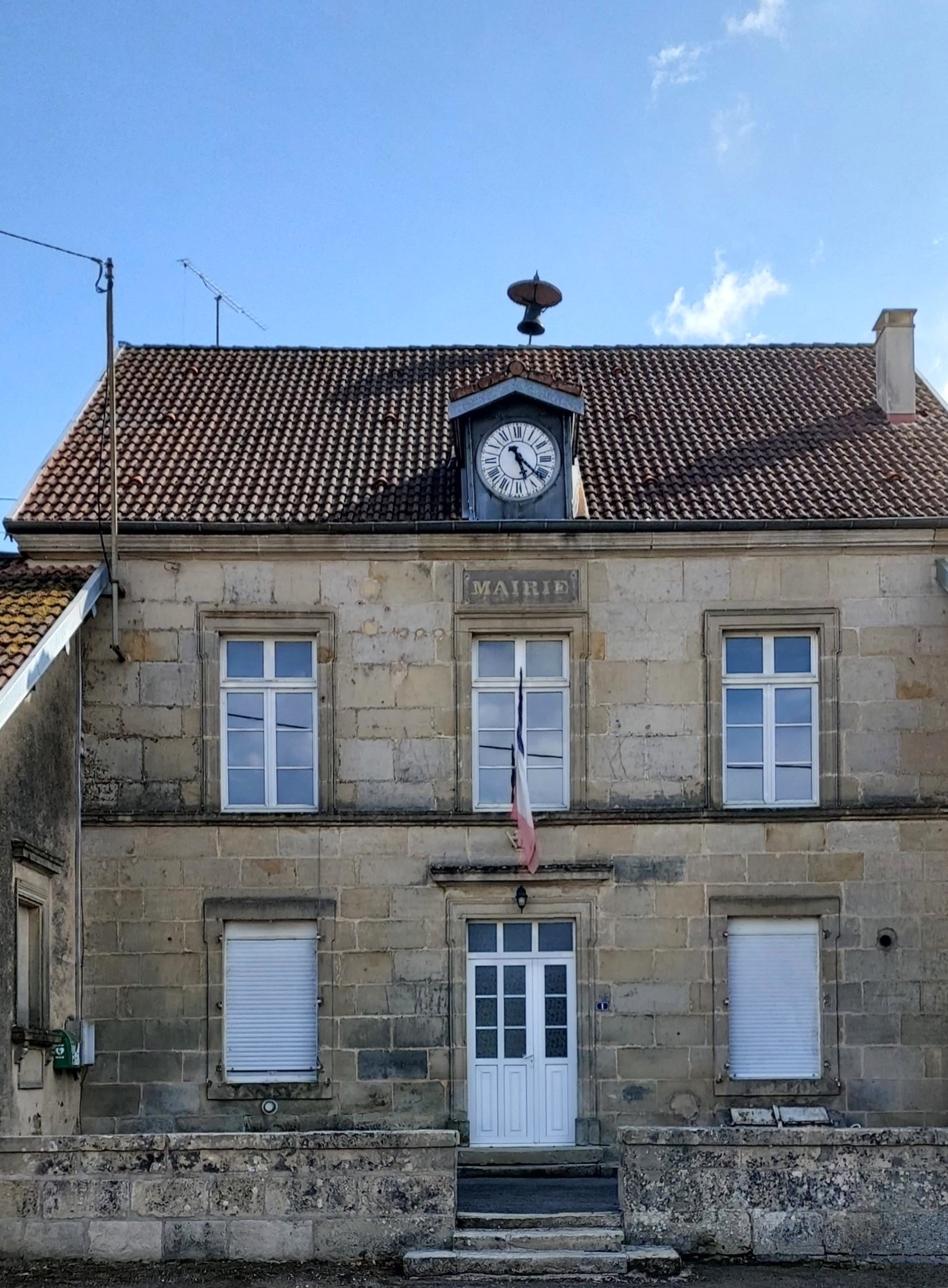
La mairie

| Période                                  | Période | Identité            | Étiquette | Qualité |
| ---------------------------------------- | ------- | ------------------- | --------- | ------- |
| 1946                                     |         | Jean Marie Geoffroy |           |         |
| Les données manquantes sont à compléter. |         |                     |           |         |

| Période                                  | Période  | Identité            | Étiquette | Qualité                    |
| ---------------------------------------- | -------- | ------------------- | --------- | -------------------------- |
| 1983                                     | 1989     | Jean Maire          |           | Agriculteur,GAEC des Grès. |
|                                          | En cours | Suzanne Coeurdassir |           |                            |
| Les données manquantes sont à compléter. |          |                     |           |                            |

## Démographie
| 1793 | 1800 | 1806 | 1821 | 1831 | 1836 | 1841 | 1846 | 1851 |
| ---- | ---- | ---- | ---- | ---- | ---- | ---- | ---- | ---- |
| 471  | 464  | 526  | 559  | 605  | 620  | 589  | 590  | 633  |

| 1856 | 1861 | 1866 | 1872 | 1876 | 1881 | 1886 | 1891 | 1896 |
| ---- | ---- | ---- | ---- | ---- | ---- | ---- | ---- | ---- |
| 570  | 602  | 641  | 559  | 621  | 628  | 588  | 557  | 510  |

| 1901 | 1906 | 1911 | 1921 | 1926 | 1931 | 1936 | 1946 | 1954 |
| ---- | ---- | ---- | ---- | ---- | ---- | ---- | ---- | ---- |
| 487  | 503  | 483  | 364  | 360  | 331  | 340  | 319  | 330  |

| 1962 | 1968 | 2025 | - | - | - | - | - | - |
| ---- | ---- | ---- | - | - | - | - | - | - |
| 332  | 302  | 242  | - | - | - | - | - | - |

## Lieux et monuments
- Église Saint-Èvre du XVe siècle, inscrite MH depuis 1925[5]. Elle est édifiée selon une croix latine, composée d'une nef à vaisseau unique de deux travées, avec à sa croisée une abside polygonale surmonté du clocher et de deux chapelles latérales. Elle est montée en pierres de taille de grès provenant des carrières locales.
- Le monument aux Morts .
- Calvaire .

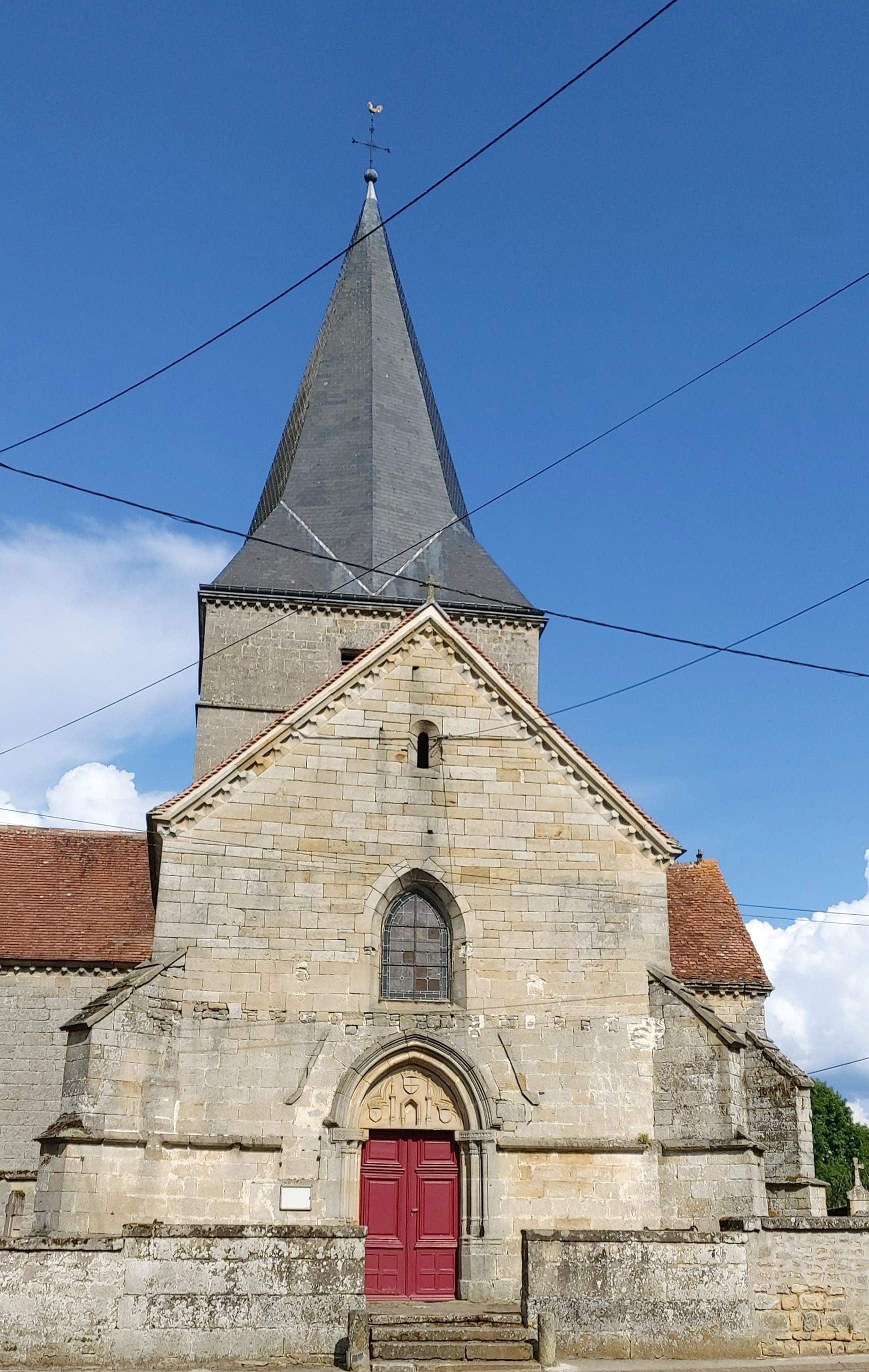
L'église Saint-Èvre
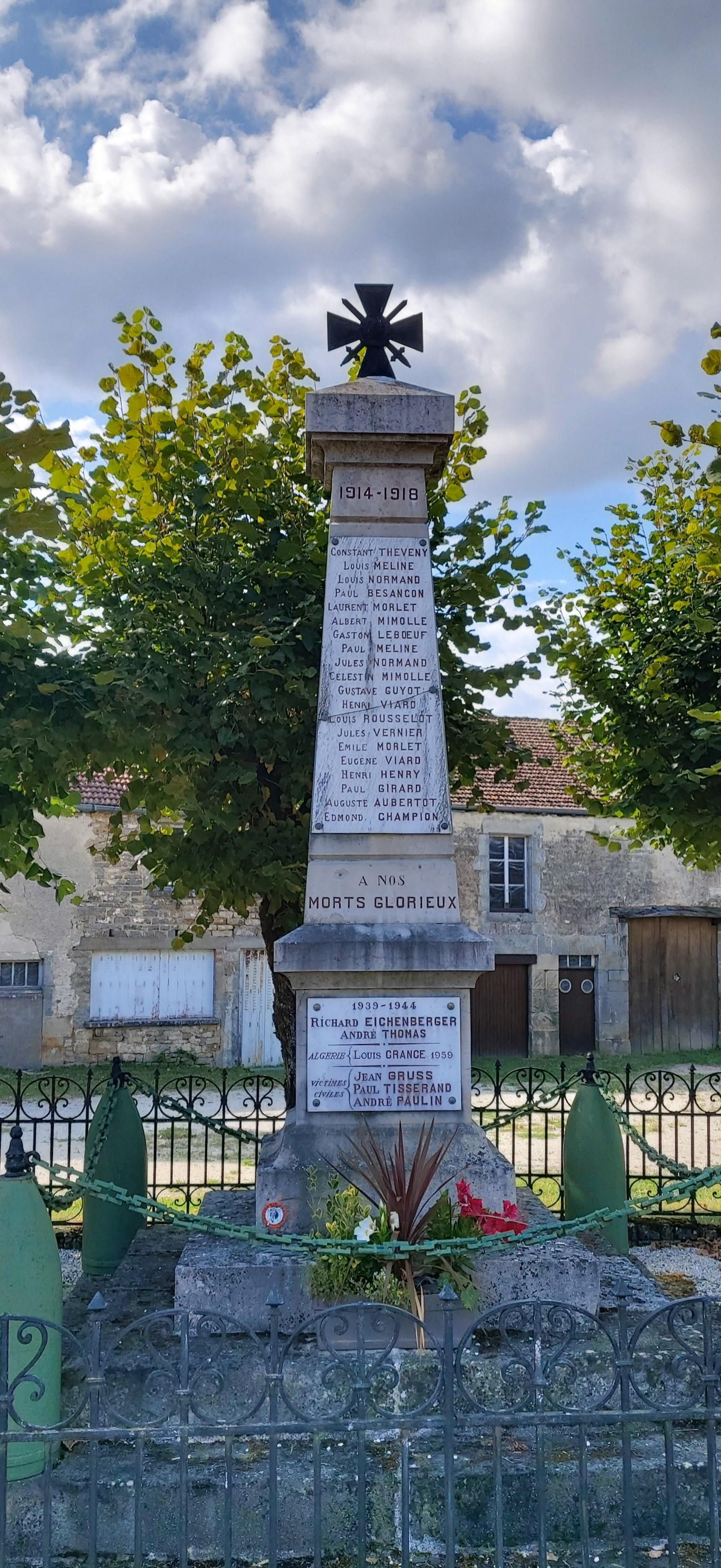
Le monument aux Morts.
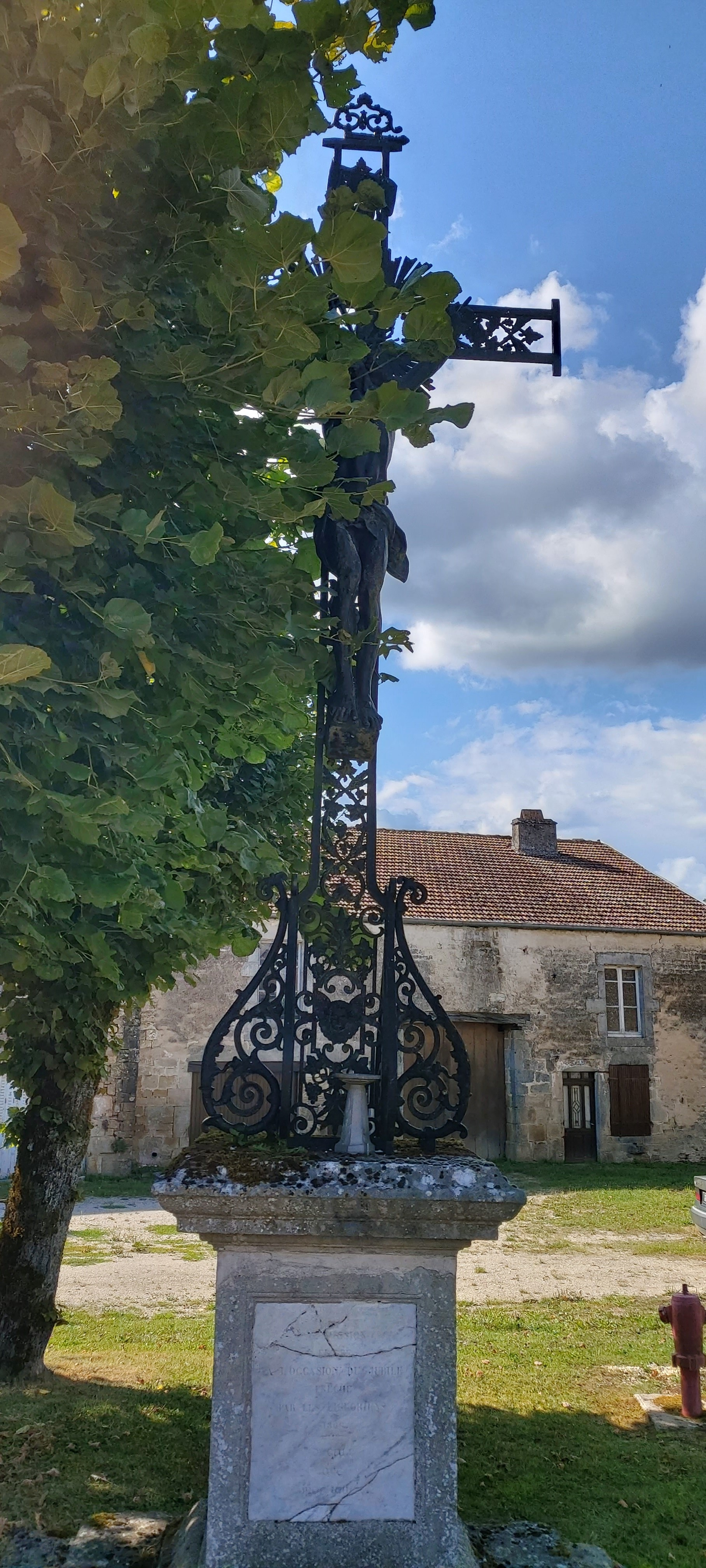
Calvaire

## Personnalités liées à la commune
- Gustave Barlot (Provenchère-sur-Meuse, 1914 - Penne-d'Agenais 1998), résistant, Compagnon de la Libération
- Félix Boisselier (Provenchères-sur-Meuse 1776 - Rome 1811) dit Boisselier aîné, dessinateur et peintre d'histoire
- François de Rose (marquis de Provenchère)